# Astragalus brachypetalus
Astragalus brachypetalus är en ärtväxtart som beskrevs av Ernst Rudolf von Trautvetter. Astragalus brachypetalus ingår i släktet vedlar, och familjen ärtväxter. Inga underarter finns listade i Catalogue of Life.